# Indic (film)
Pour les articles homonymes, voir L'Indic (homonymie).
 Pour plus de détails, voir Fiche technique et Distribution
Indic est un film pornographique gay français réalisé par Ludovic Peltier, produit par Menoboy et sorti en 2013.

## Synopsis

### Dérapage
Les lieutenants Dylan et Fabien entrent dans un appartement censé appartenir à un malfrat pour le perquisitionner. Ils y trouvent Tim, un jeune prostitué, prêt à amadouer les policiers.

### Dure journée
Le commissaire Franco rentre chez lui après une journée de travail : le commissaire l'a interrompu alors qu'il interrogeait un violeur. Son compagnon Sunny Blue sait comment le détendre.

### Lutte de pouvoir
Dans les vestiaires du commissariat, le jeune brigadier impose sa loi à l'inspecteur de police.

### Infréquentable
Un petit délinquant, Kamzouze, se fait serrer par Kareem et Anis.

### Dépôt de plainte
Un jeune homme désire porter plainte pour harcèlement sexuel venant de sa patronne. Le policier qui reçoit sa plainte n'est pas insensible à son charme.

### Dans les caves
Pete raconte à Kareem sa mésaventure au commissariat. Excité par ce récit, Kareem va convertir Pete.

### Le kidnapping
Tim est enlevé par des hommes en cagoule. L'un d'eux n'est autre que Kareem, qui lui impose des relations sexuelles.

## Fiche technique
- Réalisation : Ludovic Peltier
- Images : Ludovic Peltier
- Son : Jérôme Bruno
- Production : Menoboy
- Durée 142 minutes
- Sortie : avril 2013 en  France

## Distribution
- Matt Kennedy : l'inspecteur de police
- Tim Loux : l'escort-boy
- Dylan : un lieutenant de police
- Pete Boule : le revendeur de drogue en garde à vue
- Franco : le commissaire
- Kamzouze : un petit délinquant
- Kameron Frost : le brigadier
- Kareem : un malfrat
- Fabien Dolko : un lieutenant de police
- Sunny Blue : le compagnon du commissaire
- Marshall Paxton : un plaignant
- Anis : le compagnon de Kareem

## Distinctions
- PinkX Gay Video Awards 2014 : meilleur film français[1]
- PinkX Gay Video Awards 2014 : meilleur réalisateur pour Ludovic Peltier[1]

## Autour du film
Le film est bien reçu, un critique parlant du « très léché, très efficace et très bien scénarisé polar Indic ». La maison de production sort ensuite BaXstage : les coulisses de l'Indic, présentant des scènes inédites tournées en marge du film.